# Servus
Servus is een groet die zoveel betekent als tot uw dienst en voornamelijk in Oostenrijk en Zuid-Duitsland wordt gebruikt. Met servus groet men vriendschappelijker dan bijvoorbeeld met het formelere goedendag. Men kan het woord zowel bij verwelkoming als bij afscheid gebruiken.
Oorspronkelijk is servus een Latijns woord. Het staat letterlijk voor dienaar of slaaf. Grammaticaal is servus mannelijk (meer bepaald de nominatief enkelvoud), maar ook vrouwen zeggen servus, niet serva.
De uitdrukking "zijn servus ergens onder schrijven" betekent iets ondertekenen.

## Verspreiding
De groet komt vooral in Oostenrijk en het zuiden van Duitsland voor en is gebruikelijk in een strook van Saarland tot Hongarije en het noordwesten van Roemenië, maar eveneens in Polen en Kroatië. In Oostenrijk en Tirol is servus de gebruikelijke begroeting. De groet verspreidt zich ook in noordelijker streken van Duitsland. Hij is daar vooral populair onder jongeren en in e-mailtaalgebruik, waarbij hij in allerlei varianten vervormd kan worden, zoals sewas en zeas.
Ook de oude adel van Oostenrijk-Hongarije en Bohemen groette onderling met servus.